# Реньо, Анри
Алекса́ндр Жорж Анри́ Реньо́ (фр. Alexandre Georges Henri Regnault; 31 октября 1843, Париж — 19 января 1871, Рюэй-Мальмезон) — французский живописец романтического направления. Ориенталист.

## Биография

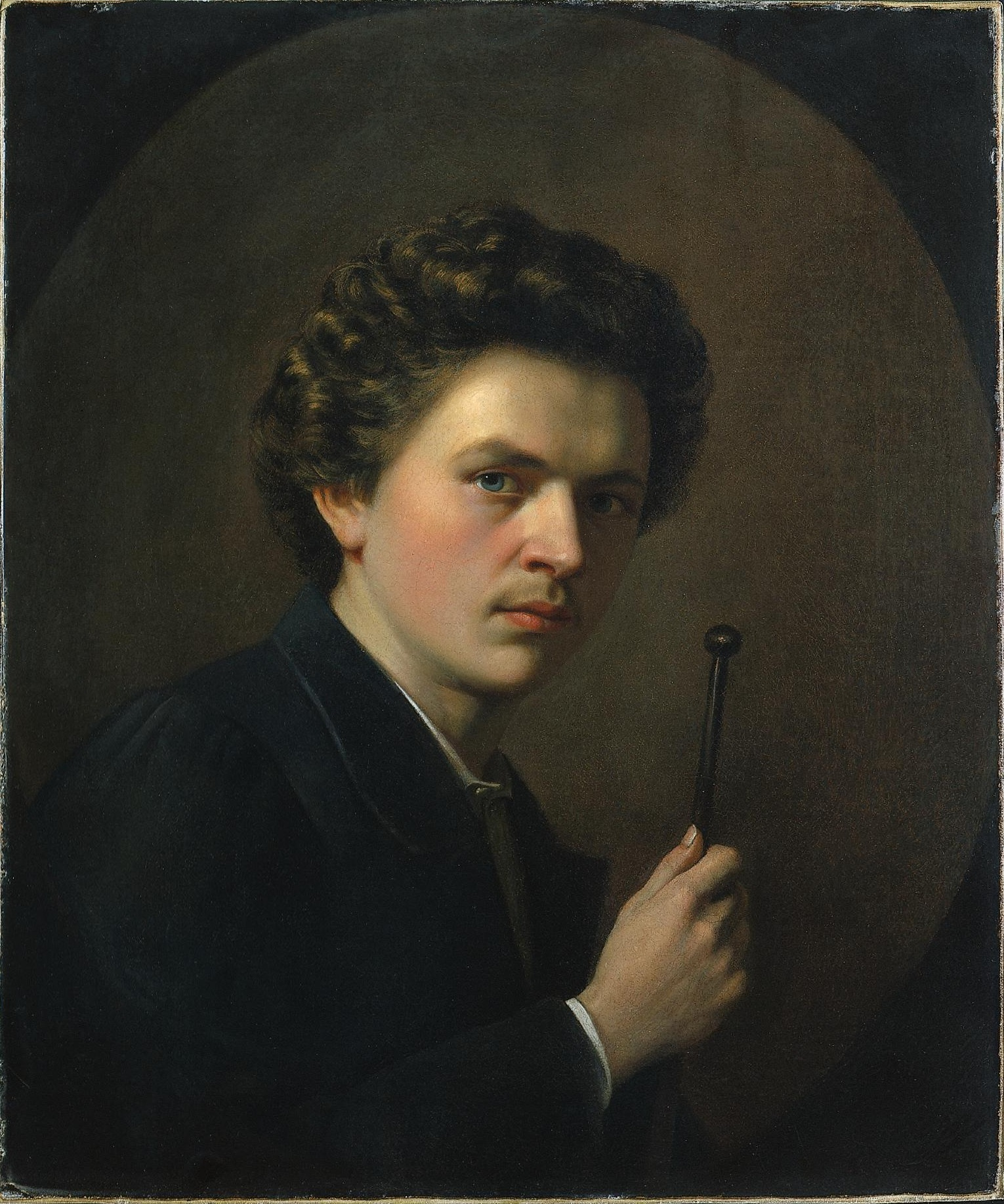
А. Реньо. Автопортрет. 1863. Холст, масло. Художественный музей, Кливленд, Огайо, США

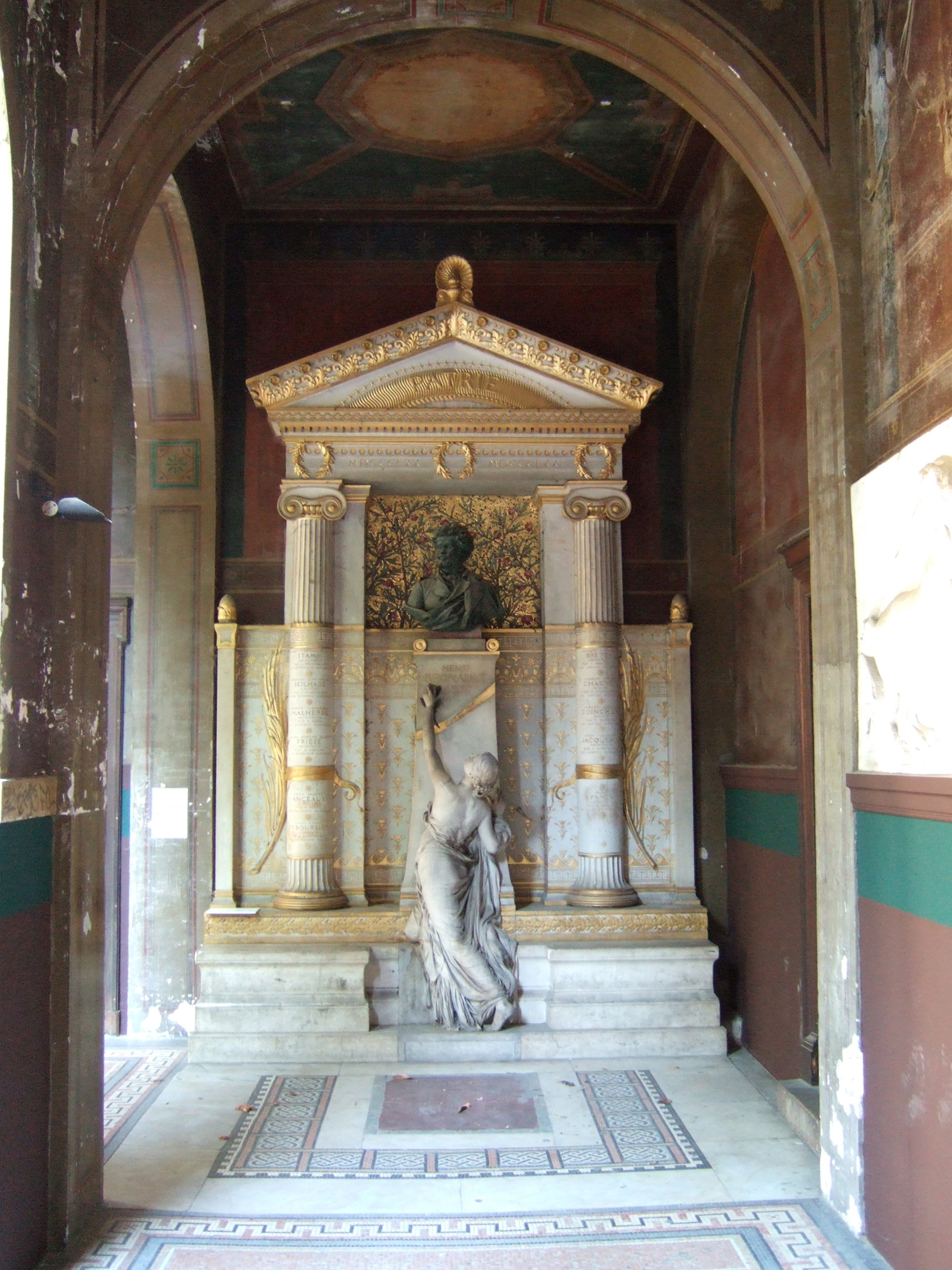
Памятник А. Реньо во дворе Школы изящных искусств в Париже. Скульптор А. Шапю. 1872

Александр Жорж Анри Реньо был вторым сыном известного химика и физика Анри Виктора Реньо. Начал заниматься живописью в 1857 году, учился у Антуана Монфора. После окончания лицея Генриха IV в Париже в 1861 году стал учеником Луи Ламота, а с 1864 года учился у Александра Кабанеля в Школе изящных искусств Парижа. В 1864 году выставил два портрета в парижском Салоне. После пяти попыток в 1866 году получил Римскую премию за картину «Фетида приносит Ахиллесу оружие, выкованное Вулканом». После этого он уехал в Италию и поселился на вилле Медичи, где находилась Французская академия в Риме.
Сделанные во время пребывания в Риме рисунки вошли в качестве иллюстраций в изданную в 1872 году книгу Франсиса Вея «Рим» (костюмы, народные сцены, праздники и окрестности этого города).
Анри Реньо путешествовал, в частности, в Испанию, в компании своего однокурсника Огюста Лагильерми. Испанские впечатления повлияли на всё его творчество: в Мадриде он стал свидетелем Карлистской революции, триумфа генерала Хуана Прима и бегства испанской королевы Изабеллы II. Он записывал свои впечатления в блокноты. Во время этой поездки он написал известный портрет генерала Хуана Прима. Дворец Альгамбра в Гранаде поразил его своей необычайной красотой.
В Парижском салоне 1870 года были с успехом представлены его картины «Генерал Прим» и «Саломея». Теофиль Готье писал: «Прим — это вся Испания, Саломея — весь Восток». Из Испании в декабре 1869 года он отправился в Марокко со своим другом, художником Жоржем Клереном, там они сняли дом в Танжере. Там же Реньо написал «Казнь без суда при мавританских королях Гранады» (Музей Орсе) — выразительную ориенталистскую картину.
Вернувшись во Францию с началом Франко-прусской войны 1870 года, он присоединился к отряду франтирёров (французских партизан) вместе со скульптором Эмилем Жозефом Нестором Карлье.
Анри Реньо погиб в Битве при Бюзенвале 19 января 1871 года, раненный в висок прусской пулей. После войны он планировал посетить Индию, а затем поселиться в Танжере и открыть там свою мастерскую.
Его друг, композитор Камиль Сен-Санс, посвятил памяти Реньо свой «Героический марш» (1871). Скульптор Анри Шапю в 1872 году воздвиг ему памятник во дворе Школы изящных искусств. Жан-Луи-Эрнест Мейсонье изобразил его в центре своей картины «Осада Парижа» в образе падающего солдата.

## Галерея

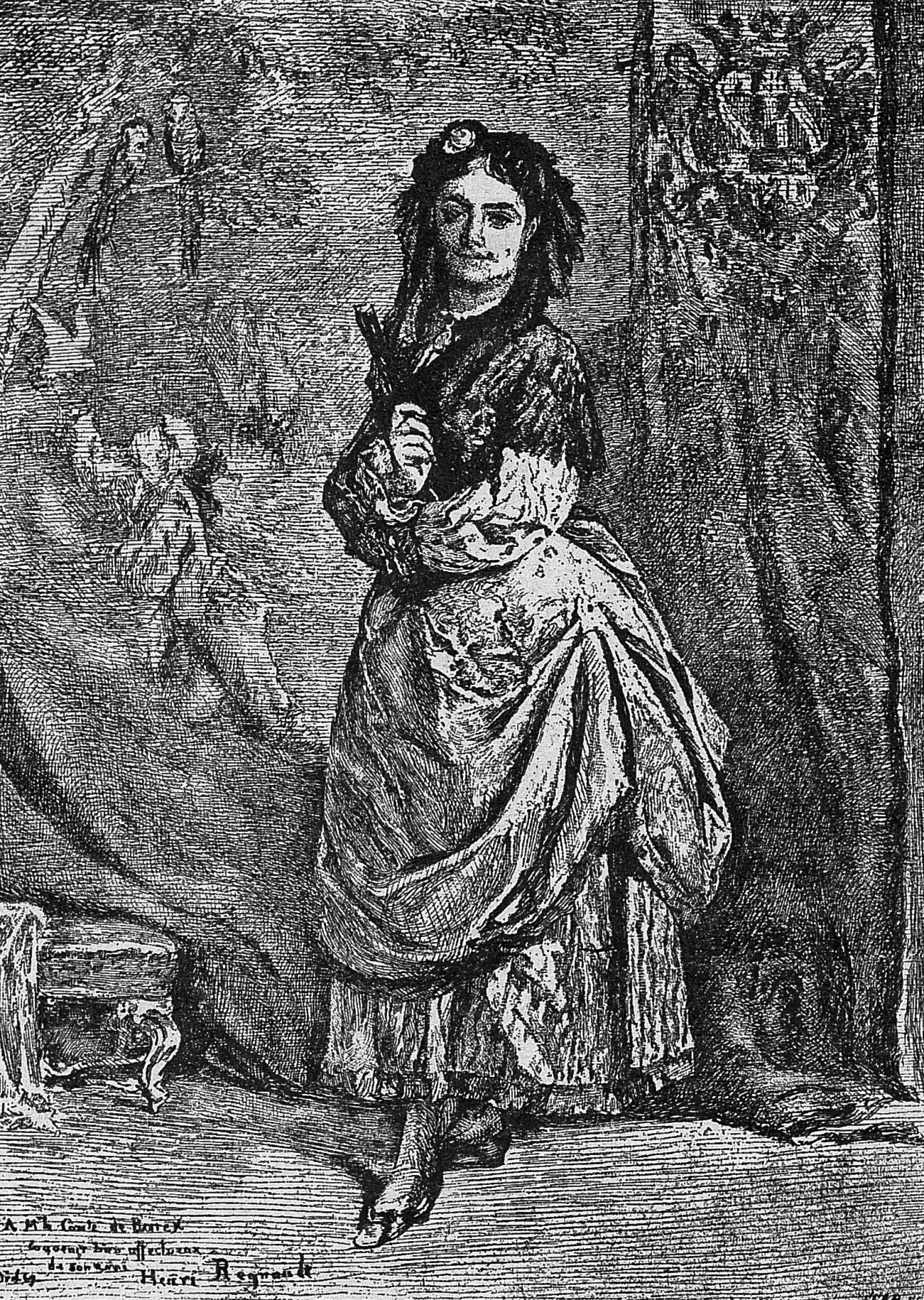
Портрет мадам де Барк. 1886. Бумага, перо, тушь. Национальная библиотека, Нанси
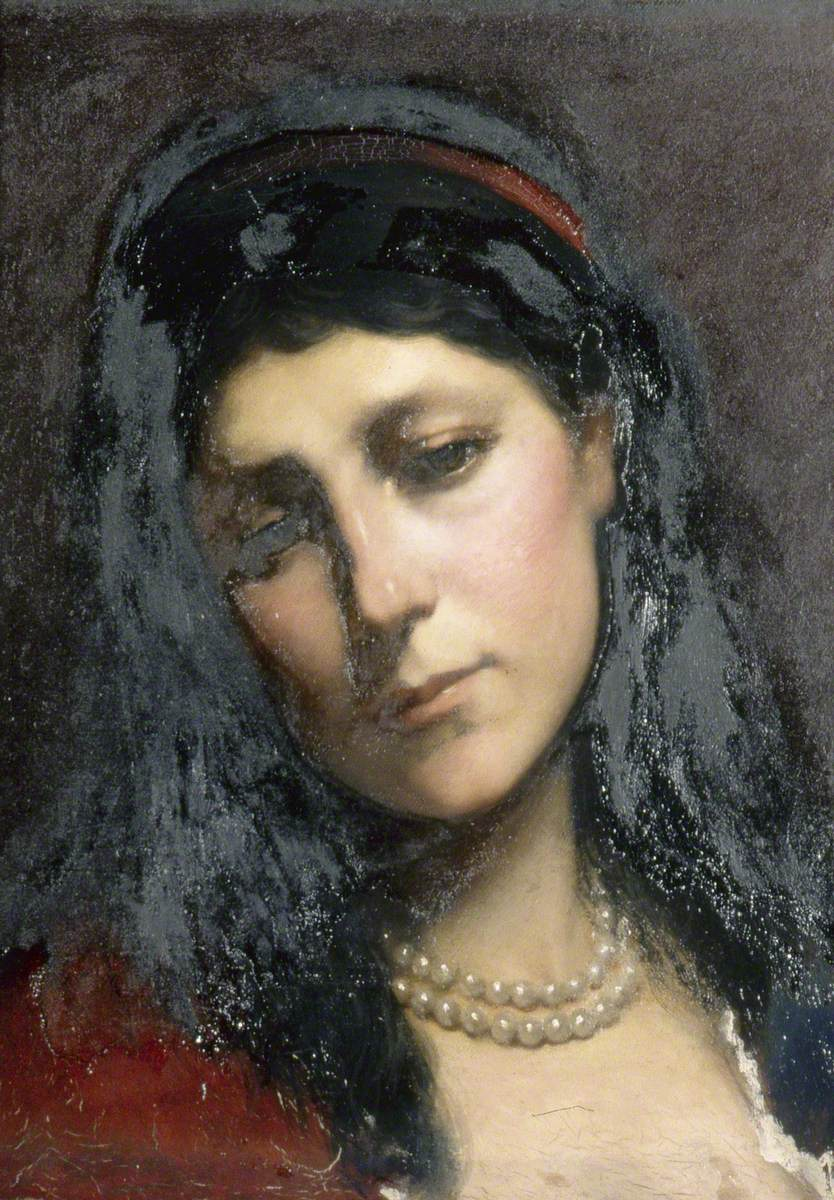
Этюд головы Саломеи. Ок. 1870. Холст, масло. Галерея искусств, Брайтон-энд-Хов, Англия
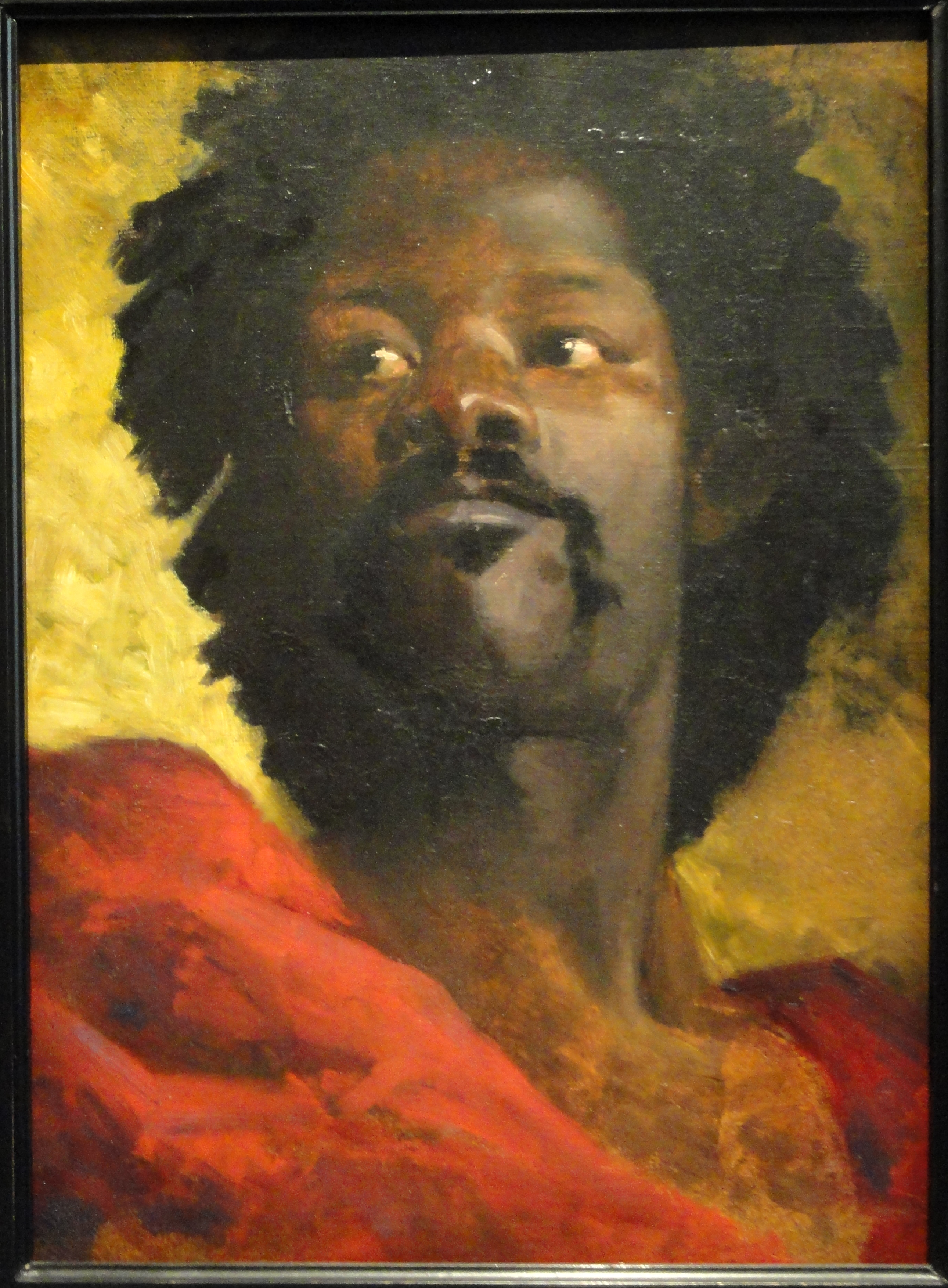
Голова мавра. Ок. 1870. Холст, масло. Галерея искусства Коркоран, Вашингтон
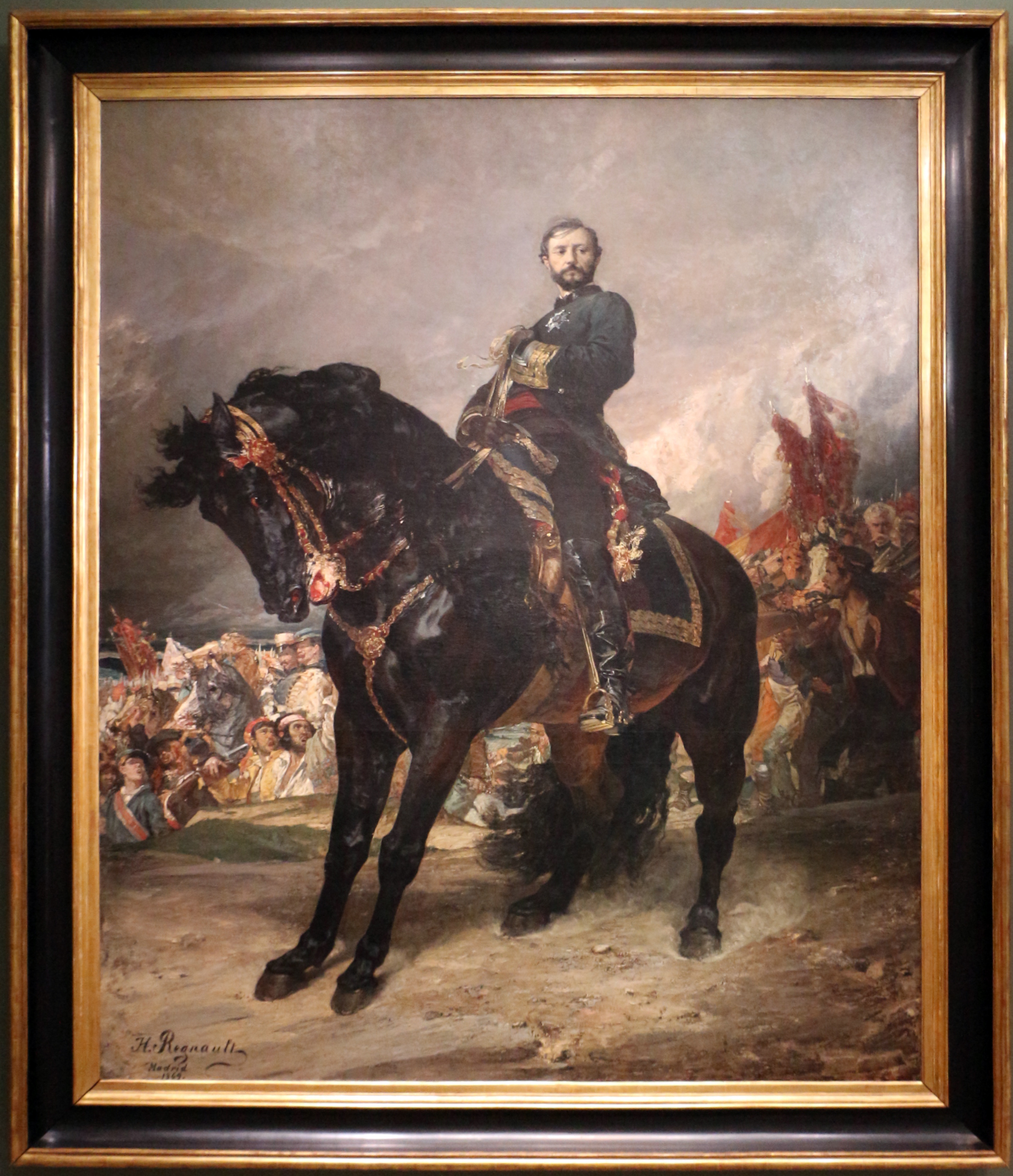
Генерал Хуан Прим. 1869. Холст, масло. Музей Орсе, Париж
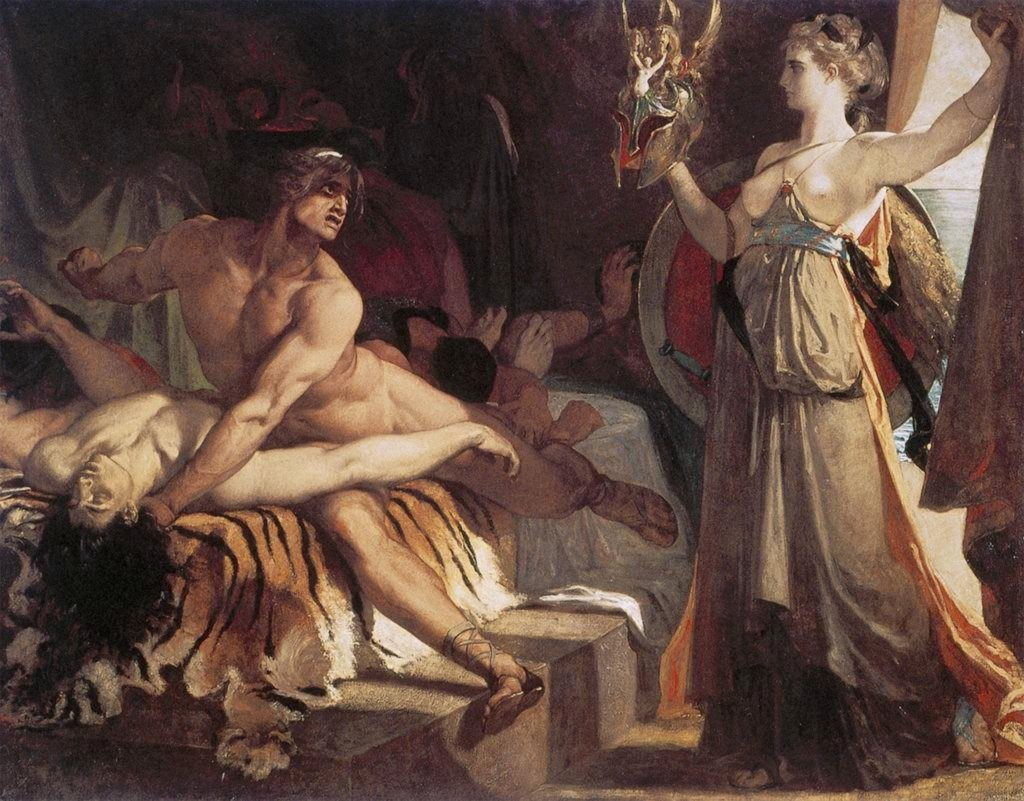
Фетида приносит Ахиллесу оружие, выкованное Вулканом. 1866. Холст, масло. Национальная школа изящных искусств, Париж
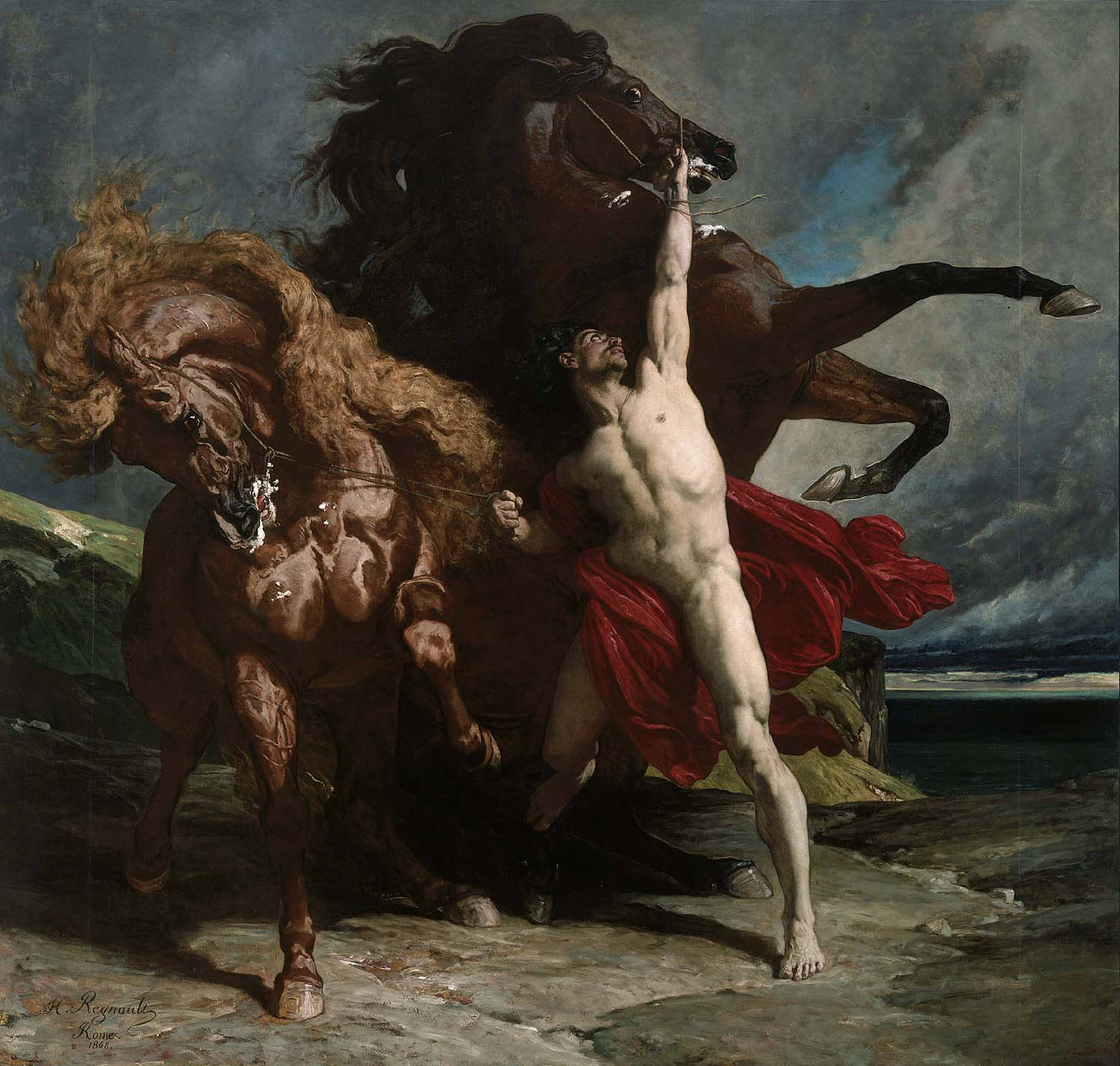
Автомедонт с конями Ахиллеса. 1868. Холст, масло. Музей изящных искусств, Бостон, США
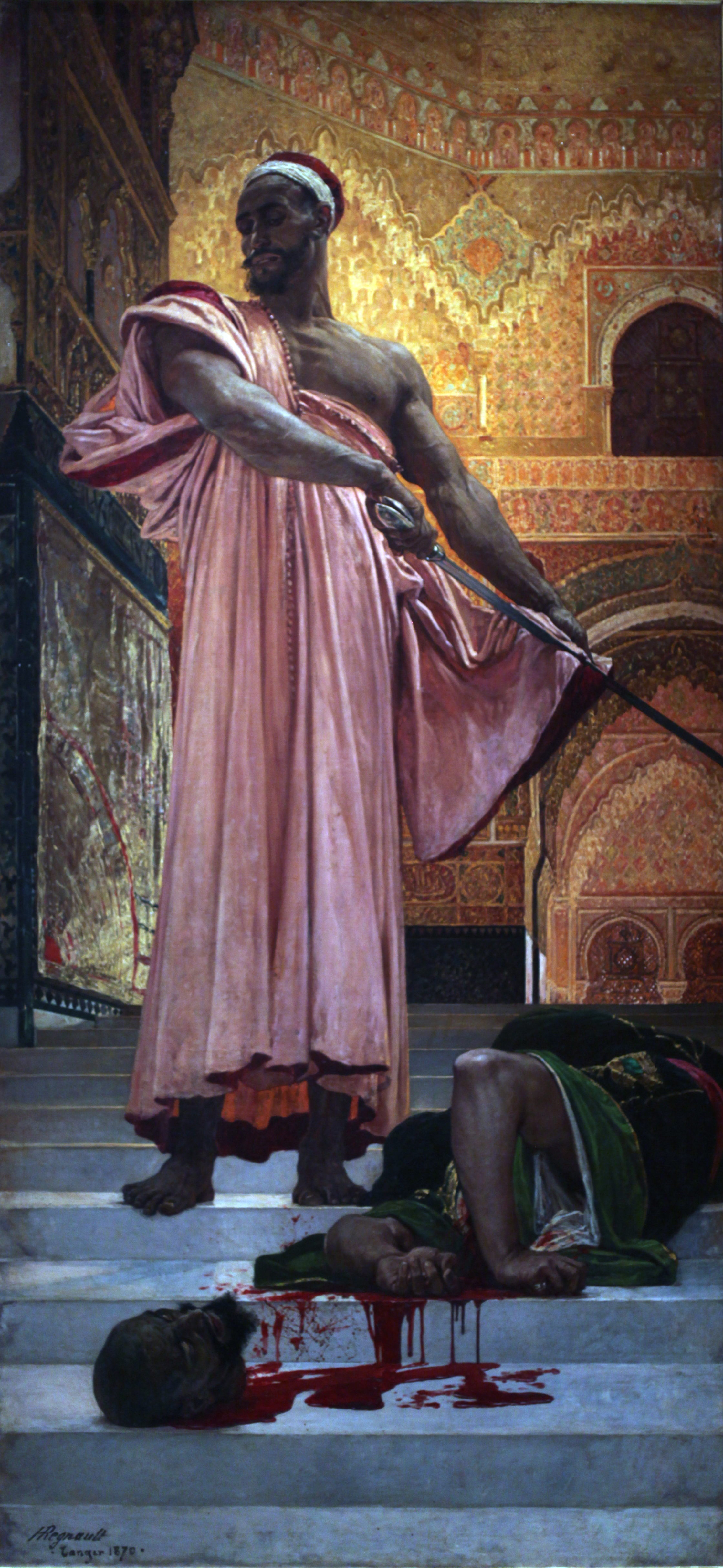
Казнь без суда при мавританских королях Гранады. 1870. Холст, масло. Музей Орсе, Париж
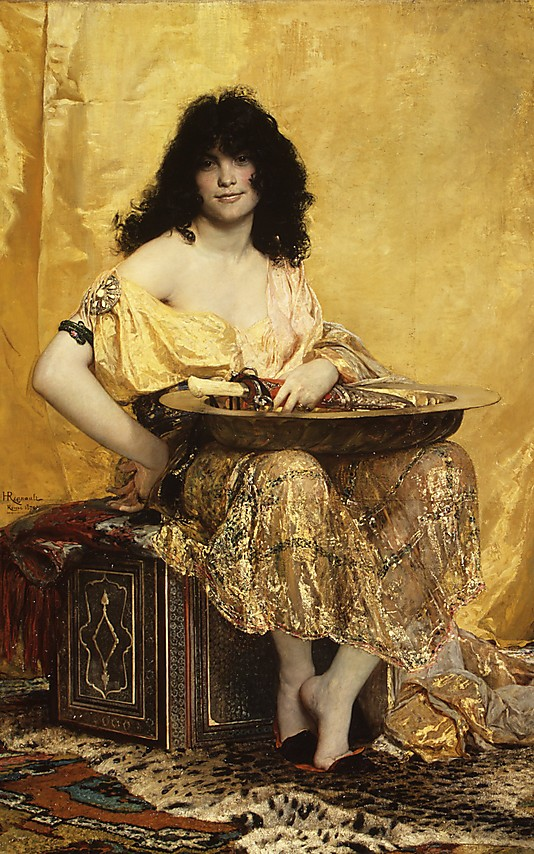
Саломея с блюдом и мечом в руках, ожидающая казни Иоанна Крестителя. 1870. Холст, масло. Метрополитен-музей, Нью-Йорк
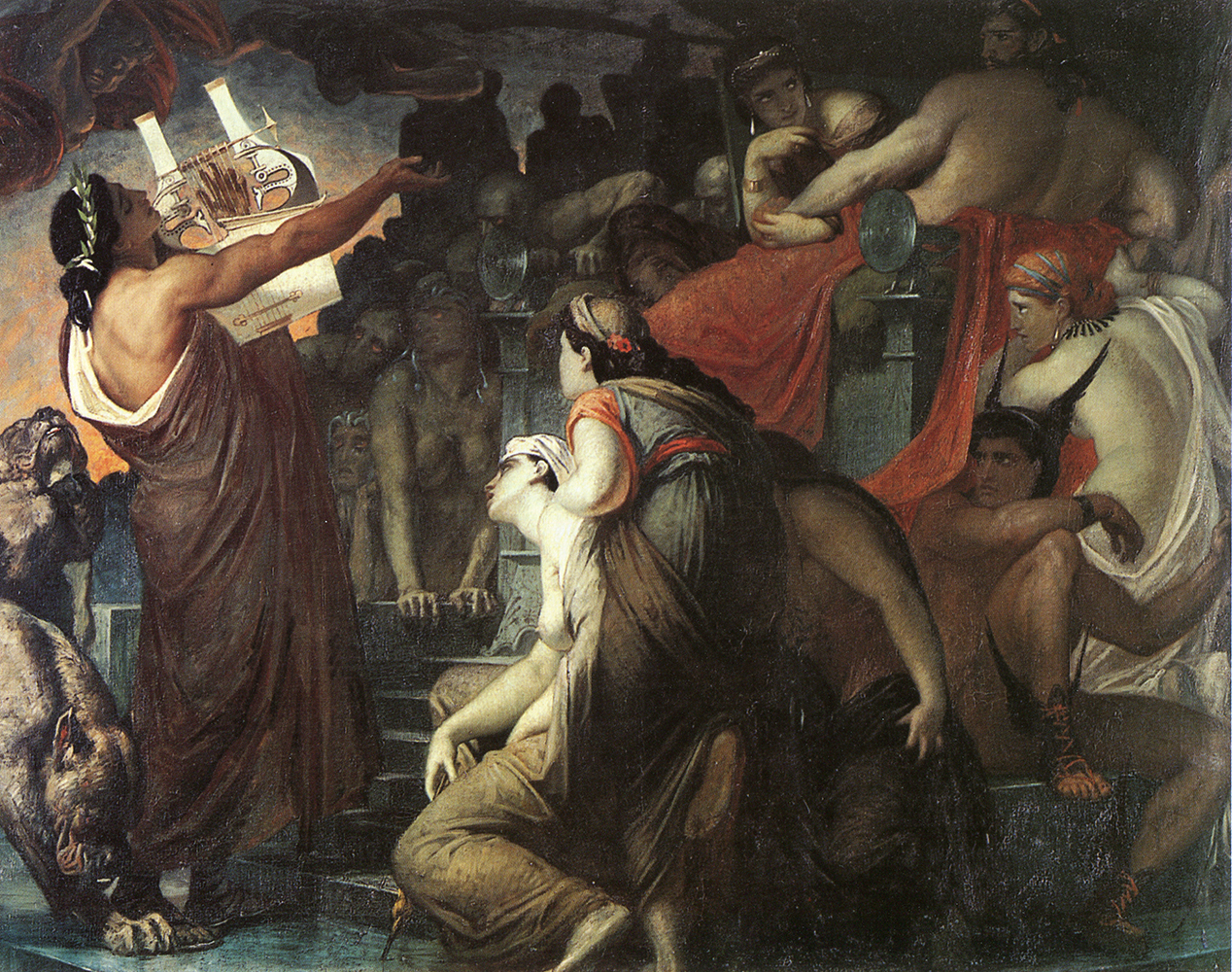
Орфей в Загробном Царстве. 1860-е. Холст, масло. Музей Орсе, Париж
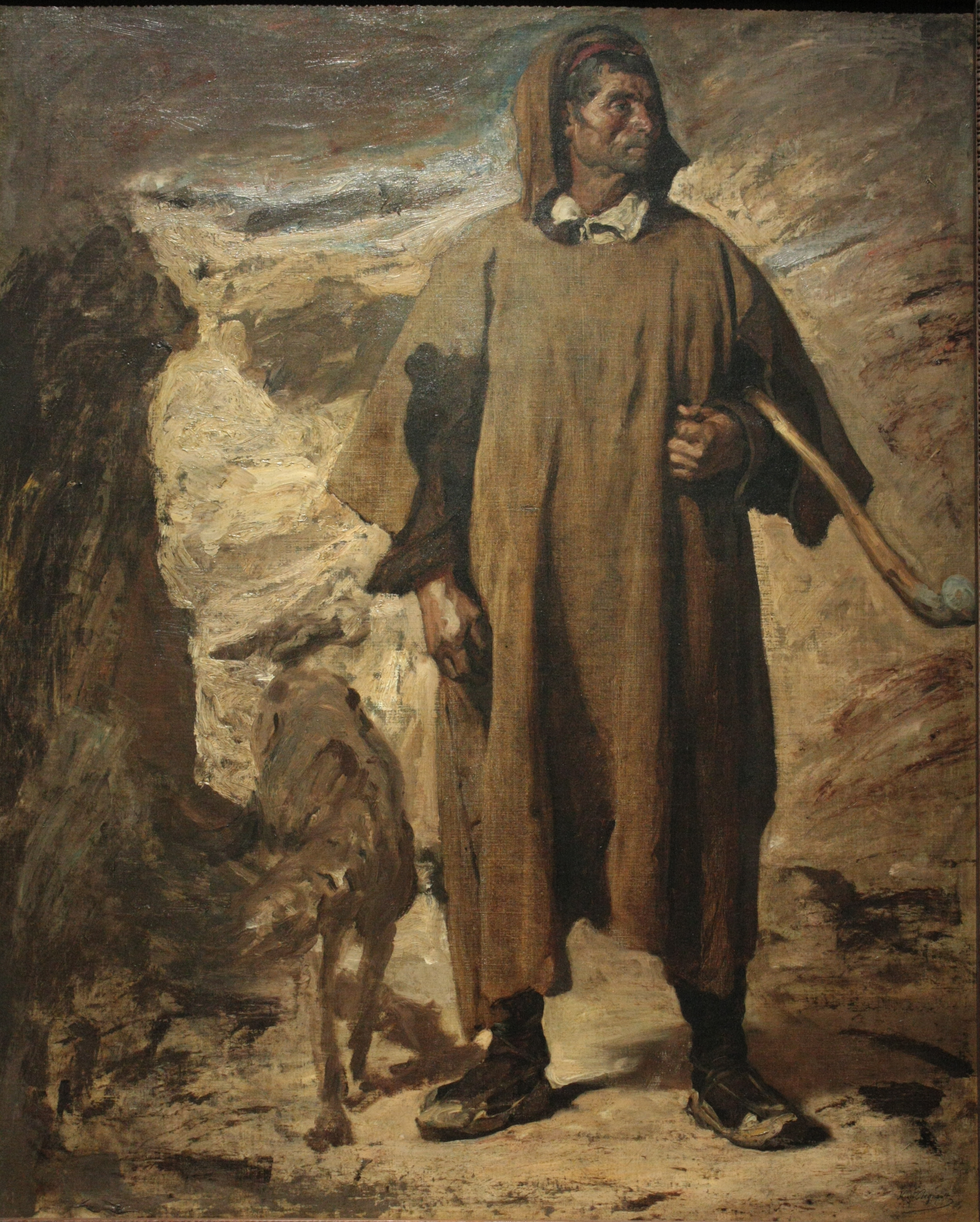
Пастух в горах Кастилии. 1868. Холст, масло. Музей изящных искусств, По, Аквитания
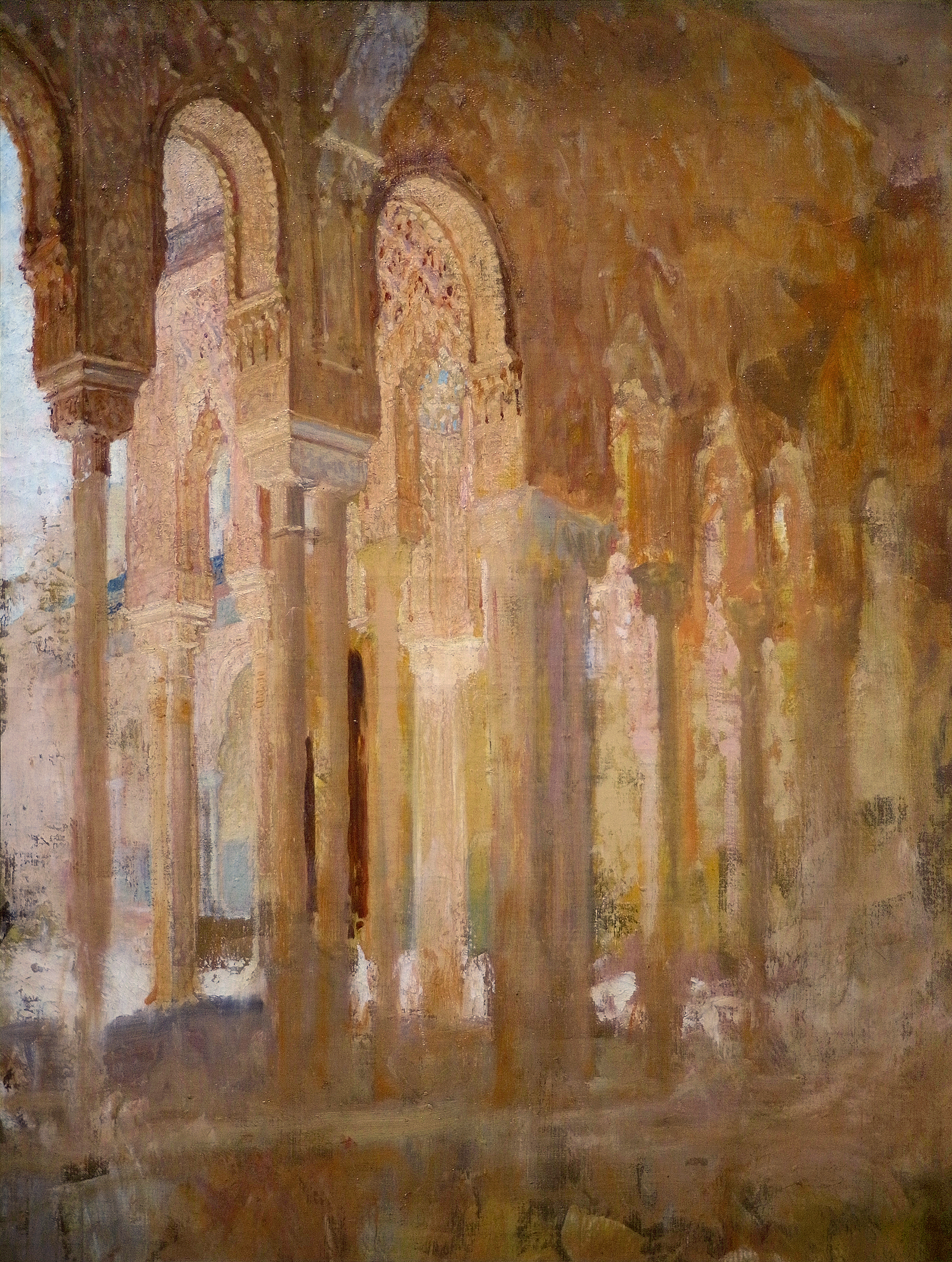
Колоннада Львиного дворика в Альгамбре. 1869. Холст, масло. Музей августинцев, Тулуза
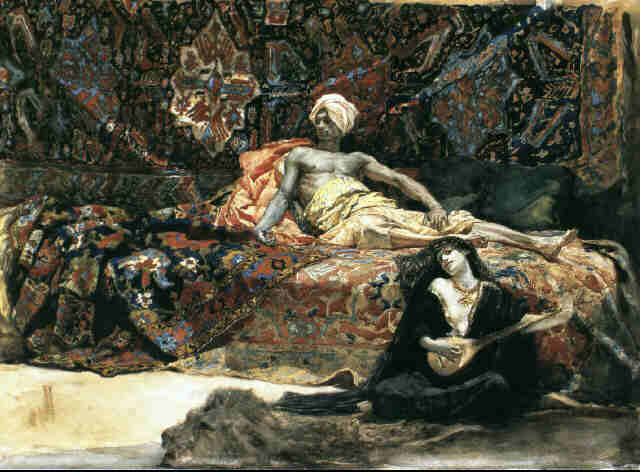
Хассан и Намуна. 1870. Бумага, карандаш, акварель